# Крим-Сараєво
Крим-Сара́єво (рос. Крым-Сараево, башк. Ҡырым-Һарай) — присілок у складі Башкортостану, Росія. Входить до складу Нефтекамського міського округу.
Населення — 273 особи (2010, 244 у 2002).
Національний склад:
- башкири — 49 %
- марійці — 45 %